# Liber Monstrorum
El Liber Monstrorum és un manuscrit anglo-llatí de final del segle vii o començament del segle viii que cataloga criatures fantàstiques, les quals poden estar vinculades amb l'obra d'Aldhelm de Sherborne. Es va transmetre en força manuscrits del segle ix i x, però sovint s'ha utilitzat com a material d'estudi amb relació al poema Beowulf, car també esmenta el rei dels gots d'Escandinàvia, Hygelac.